# 吉野ヶ里町立三田川小学校
吉野ヶ里町立三田川小学校（よしのがりちょうりつ みたがわしょうがっこう）は、佐賀県神埼郡吉野ヶ里町吉田にある町立の小学校。

## 概要
歴史
1875年（明治8年）創立。数回の改組・改称を経て、現校名になったのは2006年（平成18年）。2025年（令和7年）に創立150周年を迎える。
校章
旭日章を背景にして、中央に校名の「三田川」（縦書き）を配している。
校歌
1966年（昭和41年）に制定。作詞は服巻紫浪、作曲は陶山聡による。歌詞は3番まであり、各番の歌詞中に校名の「三田川小学校」が登場する。
校区
吉野ヶ里町のうち「吉田、立野、豆田、箱川、田手」。中学校区は吉野ヶ里町立三田川中学校。

## 沿革
前史
- 1870年（明治3年）- 松永松陰が「郷学校」を開始。
- 1871年（明治4年）- 廃藩置県で郷学校が廃止される。
- その後、相良秋吉等が吉田地区の幼少年を収容し、寺小屋式の教育を開始。

本史
- 1875年（明治8年）- 学制の頒布により、吉田宿に「日新小学校」と「田手小学校」が、箱川村に「箱川小学校」が創立。
- 1879年（明治12年）- 藁葺き2階建て校舎が完成。日新小学校に小学校2校（田手・箱川）を統合し、「吉田小学校」と改称。箱川分校を設置。
- 1881年（明治14年）- 初等科と中等科の教授を開始。
- 1886年（明治19年）4月 - 小学校令施行により、尋常科（4年制）を設置の上、「尋常吉田小学校」に改称。高等由導小学校（4年制）が併置される。
- 1887年（明治20年）9月 - 五ヶ村学校組合（神埼・西郷・東脊振・仁比山・三田川）で高等神埼小学校と高等三津小学校の2校が設立される。このため、高等由導小学校は廃止され、高等科生は高等神埼小学校に転出。
- 1889年（明治22年）4月1日 - 町村制施行により、神埼郡4村（田手・吉田・豆田・箱川）が合併し、三田川村が成立。
- 1891年（明治24年）12月 - 「三田川尋常小学校」と改称。箱川分校が分離の上、下藤尋常小学校として独立。
- 1892年（明治25年）4月 - 現在地に瓦茸き平屋建て校舎が完成し、移転を完了。
- 1896年（明治29年）10月 - 下藤尋常小学校を統合の上、下藤分校とする。
- 1900年（明治33年）4月 - 下藤分校を廃止。下藤地区の児童は、城田村第一尋常小学校[2]に委託。
- 1901年（明治34年）4月 - 南里ヶ里地区の児童を三養基郡の三川尋常小学校に委託。
- 1907年（明治40年）3月 - 改正小学校令により、尋常科が4年制から6年制に、高等科が4年制から2～3年制に変更となる。
- 1908年（明治41年）4月 - 組合神埼高等小学校が廃止され、高等科を併置の上、「三田川尋常高等小学校」と改称。校舎一棟を増設。
- 1917年（大正6年）9月 - 講堂が完成。
- 1918年（大正7年）4月 - 三田川村立の農業補習学校が付設される。
- 1923年（大正12年）4月 -  大字箱川1002番地の口に箱川分教場を設置。尋常科3年制までを収容。
- 1930年（昭和5年）12月 - 高等科生徒に剣道を課す。
- 1931年（昭和6年）7月 - 尋常科児童（5年生以上）に相撲を課す。
- 1936年（昭和11年）5月 - 高等科女児に薙刀の指導を開始。
- 1941年（昭和16年）
  - 4月1日 - 国民学校令施行により、「三田川村国民学校」に改称。尋常科を初等科に改める。
  - 9月 - 第一校舎の大修理を実施。
- 1947年（昭和22年）4月1日 - 学制改革が行われる。
  - 三田川村国民学校の初等科（6年制）は新制小学校「三田川村立三田川小学校」となる。
  - 三田川村国民学校の高等科（2年制）は青年学校普通科とともに、新制中学校「三田川村立三田川中学校」（3年制）に改組される。小学校に併設される。
- 1951年（昭和26年）3月 -  南棟を改築。
- 1957年（昭和32年）4月 - 箱川分校に1・2年生児童を収容。
- 1959年（昭和34年）1月 - 中校舎を改築。
- 1960年（昭和35年）11月 - 北校舎を改築。
- 1963年（昭和38年）10月 - ミルク給食を開始。
- 1965年（昭和40年）4月1日 - 町制施行により、「三田川町立三田川小学校」に改称。
- 1966年（昭和41年）9月 - 校歌を制定。
- 1971年（昭和46年）4月 - プールが完成。
- 1973年（昭和48年）3月31日 - 箱川分校を廃止。
- 1974年（昭和49年）4月 - 新校舎（第一期、特別教室（7教室）および普通教室（7教室））が完成し、4～6年生が移転を完了。
- 1975年（昭和50年）4月 - 新校舎（第二期）が完成し、2・3年生が新校舎へ移転を完了。　旧校舎解体（第二期分）
- 1976年（昭和51年）4月	- 新校舎（第三期）が完成し、全学年が移転を完了。
- 1977年（昭和52年）
  - 4月 - 千代田町立千代田中部小学校への委託を解消し、田中地区の児童が復帰。
  - 8月 - 体育施設が完成。
- 1992年（平成4年）9月 - 校舎大規模改修（第一期、西半分）が完了。
- 1993年（平成5年）9月 - 校舎大規模改修（第二期、東半分）が完了。
- 2001年（平成13年）3月 - 講堂が完成。
- 2004年（平成16年）9月	-「ゆめのたね」（読み聞かせボランティア）を結成。
- 2006年（平成18年）3月 -  町村合併により「吉野ヶ里町立三田川小学校」（現校名）となる。
- 2007年（平成19年）
  - 1月 - 「ぽっけ」（特別支援教育ボランティア）を結成。
  - 10月 - 校舎の耐震工事を完了。
- 2009年（平成21年）
  - 4月 -「まなびの教室」を設置。
  - 6月 - 運動場を全面芝生化する。
  - 8月 - 校地西側を拡張。校門を新設。
  - 12月 - 新三田川タワーを設置。
- 2010年（平成22年）2月 - 太陽光パネルを設置。
- 2012年（平成24年）3月 - プールを全面改修。
- 2016年（平成28年）7月 - 大型複合遊具を撤去。
- 2017年（平成29年）12月 - 明倫初等学校（韓国）との交流を行う。

## 交通
最寄りの鉄道駅
- JR九州 長崎本線「吉野ヶ里公園駅」

最寄りの幹線道路
- 国道34号・国道385号「吉野ヶ里町田手」交差点

## 周辺
- 三田川児童館
- 吉野ヶ里町立三田川中学校
- 吉野ヶ里町役場 三田川庁舎（旧・三田川町役場）
- 吉野ヶ里町中央公民館